# 王孝榆
王孝榆（1936年8月—2023年1月9日），男，汉族，浙江奉化人，中华人民共和国政治人物，曾任青海省工商业联合会会长，青海省政协副主席。